# Funvic Brasilinvest-São José dos Campos/Saison 2014
Diese Liste beschreibt die Mannschaft und die Erfolge des Radsportteams Funvic Brasilinvest-São José dos Campos in der Saison 2014.

## Saison 2014

### Erfolge in der UCI America Tour
Bei den Rennen der UCI America Tour im Jahr 2014 gelangen dem Team nachstehende Erfolge.
| Datum          | Rennen                                                                     | Kat. | Fahrer           |
| -------------- | -------------------------------------------------------------------------- | ---- | ---------------- |
| 9. Februar     | 1. Etappe Tour do Brasil Volta Ciclística de São Paulo-Internacional       | 2.2  | Flavio Santos    |
| 10. Februar    | 2. Etappe Tour do Brasil Volta Ciclística de São Paulo-Internacional       | 2.2  | Juan Tamayo      |
| 11. Februar    | 3. Etappe Tour do Brasil Volta Ciclística de São Paulo-Internacional       | 2.2  | Magno Nazaret    |
| 12. Februar    | 4. Etappe Tour do Brasil Volta Ciclística de São Paulo-Internacional (EZF) | 2.2  | Magno Nazaret    |
| 9.–16. Februar | Gesamtwertung Tour do Brasil Volta Ciclística de São Paulo-Internacional   | 2.2  | Magno Nazaret    |
| 10. April      | 2. Etappe Volta Ciclística Internacional do Rio Grande do Sul              | 2.2  | Óscar Sánchez    |
| 24. April      | 2. Etappe Volta Ciclística Internacional do Paraná                         | 2.2  | Carlos Manarelli |
| 25. April      | 3. Etappe Volta Ciclística Internacional do Paraná                         | 2.2  | Carlos Manarelli |
| 23.–27. April  | Gesamtwertung Volta Ciclística Internacional do Paraná                     | 2.2  | Carlos Manarelli |
| 27. Juni       | Brasilianische Meisterschaft – Einzelzeitfahren                            | CN   | Pedro Nicácio    |
| 29. Juni       | Brasilianische Meisterschaft – Straßenrennen                               | CN   | Antônio Garnero  |

### Abgänge – Zugänge
| Zugänge                     | Team 2013                  | Abgänge                          | Team 2014                           |
| --------------------------- | -------------------------- | -------------------------------- | ----------------------------------- |
| Kleber Ramos                | Clube DataRo de Ciclismo   | Ramiro Cabrera                   | Clube DataRo de Ciclismo-Bottecchia |
| Óscar Sánchez               | GW Shimano                 | Gregolry Panizo                  | Clube DataRo de Ciclismo-Bottecchia |
| Juan Tamayo                 | GW Shimano                 | Nilceu dos Santos                | Clube DataRo de Ciclismo-Bottecchia |
| André Almeida               | Neoprofi                   | Antônio Nascimento               | Brasilinvest-Suzano                 |
| Felipe Fialho               | Neoprofi                   | Carlos Costa                     | Unbekannt                           |
| Bruno Ribeiro (ab 30. Juni) | Neoprofi                   | Salomão Ferreira                 | Unbekannt                           |
| Ramiro Rincón (ab 24. Juli) | EPM-UNE-Área Metropolitana | Tiago Fiorilli                   | Unbekannt                           |
|                             |                            | Óscar Junqueira                  | Unbekannt                           |
|                             |                            | Renato Ruiz                      | Unbekannt                           |
|                             |                            | Breno Sidoti                     | Unbekannt                           |
|                             |                            | Flavio Santos (bis 6. April)     | Unbekannt                           |
|                             |                            | Otávio Bulgarelli (bis 30. Juni) | Unbekannt                           |
|                             |                            | Óscar Sánchez (bis 30. Juni)     | Unbekannt                           |
|                             |                            | Douglas Santos (bis 24. Juli)    | Unbekannt                           |

### Mannschaft
| Name               | Geburtstag        | Nationalität |
| ------------------ | ----------------- | ------------ |
| André Almeida      | 16. Dezember 1992 | Brasilien    |
| José Braga         | 21. Januar 1993   | Brasilien    |
| Francisco Chamorro | 7. August 1981    | Argentinien  |
| Alex Diniz         | 20. Oktober 1985  | Brasilien    |
| Felipe Fialho      | 22. August 1992   | Brasilien    |
| Antônio Garnero    | 17. August 1983   | Brasilien    |
| Carlos Manarelli   | 13. Februar 1989  | Brasilien    |
| Magno Nazaret      | 17. Januar 1986   | Brasilien    |
| Pedro Nicácio      | 13. Oktober 1981  | Brasilien    |
| Lucas Pereira      | 20. Januar 1990   | Brasilien    |
| Kleber Ramos       | 24. August 1985   | Brasilien    |
| Bruno Ribeiro      | 17. Dezember 1992 | Brasilien    |
| Ramiro Rincón      | 17. März 1987     | Kolumbien    |
| Alan Santos        | 25. Januar 1993   | Brasilien    |
| Roberto Silva      | 9. Januar 1983    | Brasilien    |
| Juan Tamayo        | 23. Mai 1988      | Kolumbien    |